# Alison Brooks

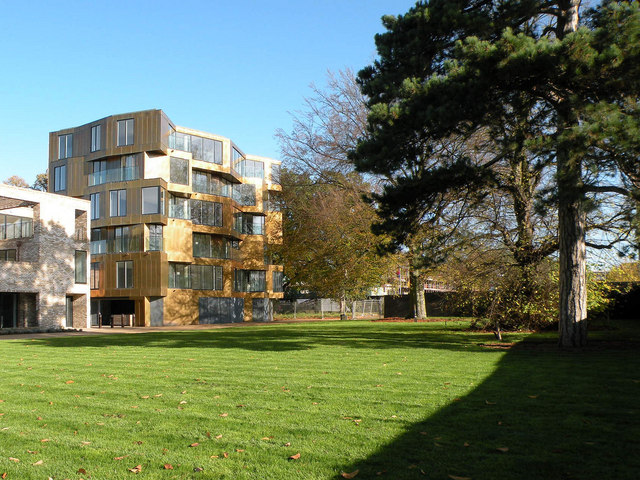
Alison Brooks, Accordia development, Cambridge.

Alison Brooks (Welland, Canadá, 1962) es una arquitecta de origen canadiense que trabaja en el Reino Unido. Se desempeña actualmente como examinadora externa en la Architectural Association y la Bartlett School of Architecture, UCL. Destaca también su actividad en otras universidades europeas, entre ellas la ETH de Zúrich y la UPM. Su enfoque, basado en la investigación de los contextos social, cultural y físicos de cada proyecto la orienta como una de las autoras referencia de arquitectura y construcción ligadas a la identidad del lugar intervenido, a la sensibilidad con el usuario y a la revalorización del ámbito a construir.

## Biografía
Alison Brooks después de haber finalizado sus estudios como arquitecta se muda en 1988 a Londres para continuar sus estudios universitarios en la Universidad de Waterloo.
La práctica profesional de Alison Brooks se distingue por fluir entre la producción artística, arquitectónica en escalas urbanas y residenciales, al igual que educativa, teniendo alcance en el Reino Unido y en diversos lugares de Europa. En 1996 fundó su estudio y ha logrado una gran evolución recibiendo premios nacionales e internacionales desde 1998 hasta la actualidad. Brooks se ha considerado como un referente de su generación puesto que sus trabajos poseen un gran rigor conceptual, calidad escultural y detalles ingeniosos. Su estudio fue encargado de desarrollar el plan maestro de esquema y la oferta de la tierra en el desarrollo de Newhall en el año 2006. El desarrollo está conformado por 84 unidades en 4 tipos de edificios; 14 villas, 5 edificios de apartamentos, 29 casas-patio y 7 casas-terraza.
Brooks se ha destacado por haber sido la primera arquitecta en ganar el concurso de un cuadrilátero de la Universidad de Oxford, al igual que, su desempeño como examinadora externa en las Universidades de Bath y Lincoln. En el año 2015, Brooks publica el libro Synthesis: Culture and Context in early, con el fin de conmemorar los 21 años de la fundación de Alison Brooks Architects, en el que expone una visión general del trabajo de la práctica dentro de los temas conceptuales, formales y materiales que han surgido en las últimas dos décadas.
Las propuestas de diseño de Brooks se han caracterizado por su investigación cultural, en el que, cada proyecto responde de forma específica al lugar, la comunidad y el paisaje; abarcando diseño urbano, vivienda, educación y edificios para las artes. Se ha convertido en una voz pública para la profesión que defiende el papel de la vivienda como edificio cívico, el resurgimiento de la construcción artesanal y el uso de la madera en la arquitectura.

## Premios
- Premio arquitecto del Año y Arquitecto de Vivienda del Año 2012.
- Premios de Diseño de Viviendas 2013.
- Premio RIBA Stirling para Newhall Be 2013.
- Premio Stirling para Accordia Cambridge.
- Medalla Manser.
- Premio Stephen Lawrence.
- Galardón AJ Woman Architect of the Year 2013.